# Nervus nasociliaris

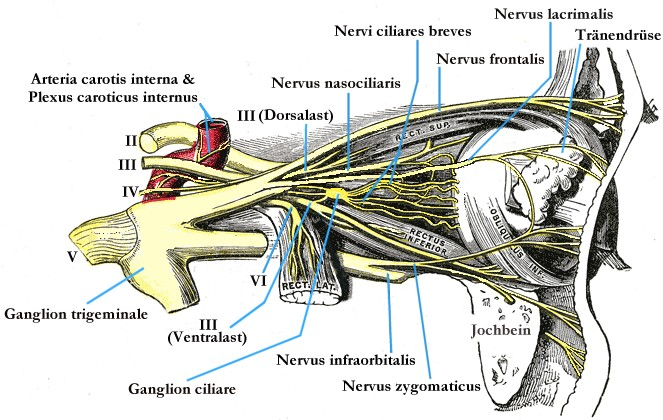
Nerven der Augengegend

Der Nervus nasociliaris (von lat. nasus „Nase“ und cilium „Wimper“, „Lid“) ist ein Ast des Nervus ophthalmicus, welcher wiederum ein Abzweig des fünften Hirnnervens (Nervus trigeminus) ist. Er überkreuzt den Sehnerven von lateral nach medial und teilt sich an der nasenseitigen Augenhöhlenwand in drei Äste: Nervi ethmoidales, den Nervus infratrochlearis und die Nervi ciliares longi. 

## Nervi ethmoidales posterior und anterior
Die Nervi ethmoidales posterior und anterior ziehen durch die Foramina ethmoidalia posterius und anterius zur Schleimhaut der hinteren Siebbeinzellen (Cellulae ethmoidales posteriores) und zur Keilbeinhöhle (posteriorer Ast) bzw. in die Schädelhöhle zurück (anteriorer Ast) und dann durch die Siebbeinplatte (Lamina cribrosa) zur Nasenschleimhaut (Ramus nasalis medialis, Ramus nasalis lateralis). 
Sie versorgen die Nasenschleimhaut sensibel. Der Nervus ethmoidalis anterior endet als Ramus nasalis externus (führt Richtung Nasenspitze). Bei Haussäugetieren wird der Nervus ethmoidalis nicht in Ramus posterior und anterior gegliedert. Die Endäste verhalten sich aber ähnlich.

## Nervus infratrochlearis
Der Nervus infratrochlearis zieht unterhalb des Rollknorpels (daher der Name) zum nasenseitigen Augenwinkel und innerviert die dortigen Strukturen, vor allem die Tränenwege, die Tränenkarunkel, die Nickhaut und das obere Augenlid. 
Im Nervus infratrochlearis verlaufen auch parasympathische Fasern des Nervus oculomotorius, die über das Ganglion ciliare zu ihm gelangen und die die akzessorischen Tränendrüsen versorgen. Beim Pferd innerviert der Nervus infratrochlearis auch die Stirnhöhle, bei der Ziege das Horn.

## Nervi ciliares longi et breves
Die Nervi ciliares longi et breves treten um den Sehnerven herum durch die weiße Augenhaut in den Augapfel ein. Sie versorgen die mittlere Augenhaut (Aderhaut, Strahlenkörper, Iris), die Hornhaut und die Bindehaut. Die Nervi ciliares breves ziehen dabei durch das Ganglion ciliare.

## Hutchinson-Zeichen
Als Hutchinson-Zeichen wird das Auftreten eines Herpes Zoster auf der Nase beschrieben.
Da die Nasenspitze vom N. nasociliaris innerviert wird und dieser ein Ast des N. ophthalmicus ist, besteht der Verdacht, dass ein Zoster ophthalmicus vorliegt.
Das Hutchinson-Zeichen darf nicht mit der Hutchinson-Trias verwechselt werden.